# داود أبو شقرا
داود بك أبو شقرا (7 مايو 1884 - 13 أكتوبر 1940) ضابط الشرطة لبناني اشتهر في أوائل القرن العشرين.  من عماطور بقضاء الشوف ينتمي إلى عائلة درزية. انتقل إلى بيروت ودرس العربية والإنجليزية في الجامعة الأميركية. تقدم في مدارج الرتب واشتهر ذکره واستقال برتبة مفوض عام ممتاز في 1939. له التراث الثقافي في بيروت و وقد أطلقت اسمه على أحد شوارعها بالمصيطبة تقديرا لجهوده المتميزة في المجال الأمني.

## سيرته
ولد داود بن علي بن أحمد بن سلمان بن نجم أبو شقرا في عمّاطور في 7 مايو 1884 في عائلة الدرزية وتلقى علومه الأولى في مدرسة عماطور فمدرسة المختارة ثم انتقل إلى بيروت وعيّن شرطياً فيها ولم يغفل عن متابعة التحصيل فكان ينتهز ساعات الفراغ لتلقي الدروس العربية والإنجليزية في الجامعة الأميركية وقد رآه الدكتور دانيال بلس مرّة يدخل الجامعة فسأل ما شأن هذا الشرطي يدخل على الطلاب، ولمّا عرف أمره أعجب به وشجعه وساعده وقامت بينهما صداقة وطيدة، ودرس أيضاً اللغة التركية. 
 
فتقدم داود أبو شقرا في مدارج الرتب إلی أن أصبح مفوض شرطة، فأخذت عندئذ تظهر صفاته الرفيعة ويشتهر ذكره الطيب. فتمكن من اكتشاف الجرائم المبهمة، وإزاحة الستار عمّن وراءها، «لا يرهبه نفوذهم ولا تثنيه اغراءاتهم. فقطع دابر مدّعي البطولة «القبضايات» فأورد بعضهم حتفه في معارك حاسمة، وأدخل بعضهم الآخر إلى السجن. فاشتهر اسمه على هذا الصعيد ونامت أعين الناس مطمئنة حين كانت عينه يقظه». 

وفي سنة 1939 قدّم استقاله من الشرطة اللبنانية وكان برتبة مفوض عام ممتاز فأحيل على التقاعد وحلّ محله في مخفر البسطة (رأس النبع) الذي قضى فيه شطراً من حياته ابنه المفوض الشاب نسيب. 

وفي يوم 13 أكتوبر 1940 توفي في بيروت ونقل جثمانه إلى مسقط رأسه عماطور ودفن في احتفال رسمي مهيب. 

## حياته الشخصية
كان داود أبو شقرا «يتخلق باخلاق أسرته وعشيرته والبيئة المحافظة التي عاش فيها» و كان يلقب بك ووصف «إنساني النزعة، صادق الوعد، حرّ الضمير،‌ اشتراكي المبادئ، تميّز بالشجاعة، والذكاء وحسن الإدارة والتفاؤل المؤمن وبالعدل والشفقة حتی ولو كان في حالة الغضب». 
 ولد ابنه نسيب في 1909 الذي توفي في 5 أبريل 1989.

## تراث
أقيم له تمثال في مدخل عماطور (طريق عماطور، حارة جندل) أزيح عنه الستار في حفلة جرت في 10 أغسطس 1947.  وتقديرا للخدمات التي قدمها لمدينة بيروت أطلقت بلدية بيروت الممتازة اسمه على أحد شوارع العاصمة بمنطقة المصيطبة وهو الشارع الذي كان يسكن فيه. 